# ليو بابتيستاو
 ليوناردو كاريليو بابتيستاو (بالبرتغالية: Leonardo Carrilho Baptistão) (مواليد 26 أغسطس 1992) هو لاعب كرة قدم برازيلي يجيد اللعب في مركز الهجوم، ويلعب أيضًا كجناح هجومي أيمن ومهاجم ثاني، ويلعب حاليًا لنادي إسبانيول الإسباني بعد انضمامه إليهم قادمًا من نادي أتلتيكو مدريد في 9 يوليو 2016 لمدة خمسة مواسم.

## إنجازات وبطولات اللاعب

### أتلتيكو مدريد
- الدوري الإسباني لكرة القدم: 2013–2014
- دوري أبطال أوروبا: 2013–2014 - المركز الثاني
- كأس السوبر الإسباني: 2013 - المركز الثاني

### فياريال
- كأس الإمارات: 2015 - المركز الثاني

## روابط خارجية
- ليو بابتيستاو على موقع الاتحاد الأوربي (الإنجليزية)
- ليو بابتيستاو على موقع قاعدة بيانات كرة القدم.إي يو (الإنجليزية)
- ليو بابتيستاو على موقع ليكيب (الفرنسية)
- ليو بابتيستاو على موقع Soccerbase.com (لاعب) (الإنجليزية)
- ليو بابتيستاو على موقع Soccerway.com (الإنجليزية)
- ليو بابتيستاو على موقع عالم كرة القدم.نت (الإنجليزية)
- ليو بابتيستاو على موقع AS.com (الإسبانية)
- Leo Baptistão